# Nutsonderwijs

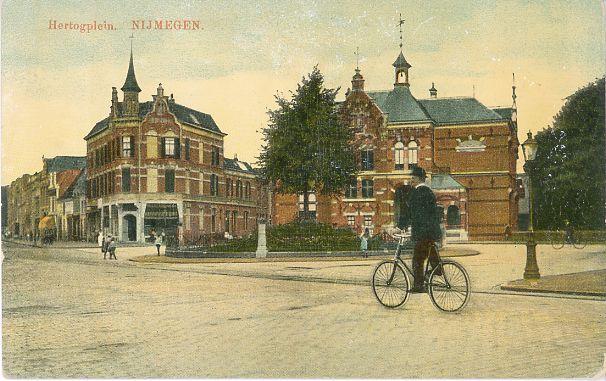
Rechts op de ansicht een van de eerste Nutsscholen (Nijmegen, 1913).

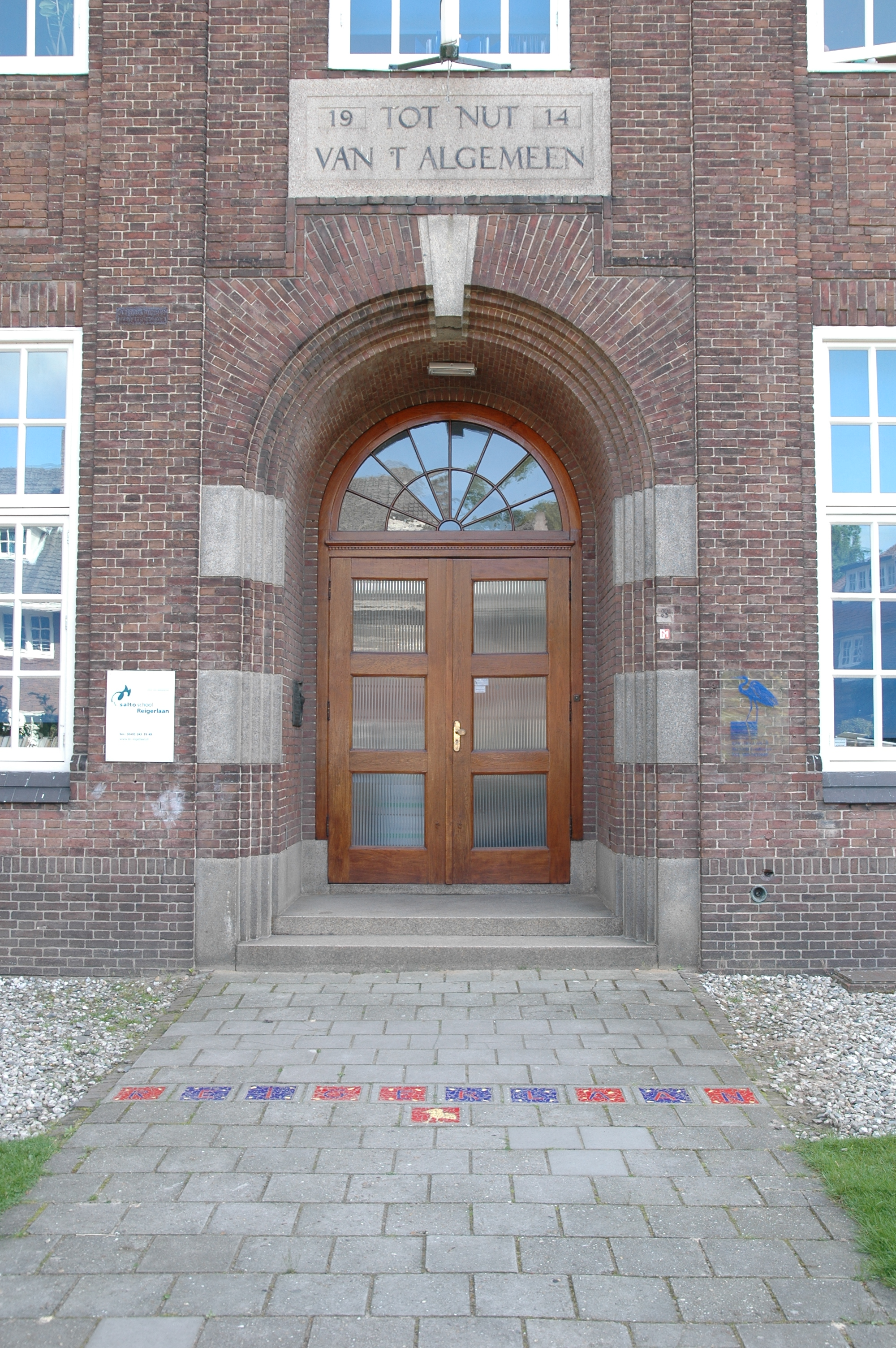
Nieuwbouw van de eerste Nutsschool te Eindhoven, 1914 - 't Nut is vermeld op de gevelsteen.

Nutsonderwijs is een vorm van bijzonder onderwijs die niet afhankelijk is van een levensbeschouwelijke of maatschappelijke stroming. Het Nutsonderwijs is ontstaan vanuit de doelstelling van de Maatschappij tot Nut van 't Algemeen.
Vanaf haar oprichting zag de Maatschappij verbetering van het onderwijs als kerntaak. Het gaf daartoe schoolboeken uit en stichtte na 1800 een aantal Nutsscholen ter voorbeeld, met de bedoeling dat deze later door de overheid zouden worden voortgezet. Na de invoering van de onderwijsvrijheid in de Nederlandse Grondwet van 1848 ging "het Nut" ijveren voor een wettelijke plicht voor de staat, om overal voor openbaar onderwijs te zorgen. De meeste Nutsscholen werden in die jaren overgedragen aan de gemeentebesturen.
In 1888 ontwierp Derk Semmelink samen met architect W.C.A. Hofkamp het eerste schoolgebouw van de Maatschappij tot Nut van 't Algemeen, de voorloper van de latere Nutsschool, in Nijmegen.
De eerste Nutsschool in Eindhoven, opgericht in 1876, is de huidige basisschool Reigerlaan. Na het oprichten van de eerste Nutsscholen zijn er ook opleidingsscholen voor onderwijzers (de Kweekscholen) en het Nutsseminarium voor pedagogiek aan de Universiteit van Amsterdam gestart. In diverse plaatsen zijn Nutsscholen gefuseerd met openbare scholen. De enige nog bestaande scholen bevinden zich in het midden en in het zuiden van Nederland. Deze scholen behoren tot het basisonderwijs.